# آرثر بيكوك
كان آرثر روبرت بيكوك MBE‏ (1924-2006) عالمًا لاهوتيًا أنجليكانيًا وعالم كيمياء حيوية.